# Ens, Hautes-Pyrénées
Ens  là một xã thuộc tỉnh Hautes-Pyrénées trong vùng Occitanie tây nam nước Pháp. Xã này nằm ở khu vực có độ cao trung bình 1100 mét trên mực nước biển.